# Zamek Kapitanowo w Ścinawce Średniej
Zamek Kapitanowo (niem.  Hauptmannshof) – zamek położony na terenie wsi Ścinawka Średnia w województwie dolnośląskim, powiecie kłodzkim, gminie Radków.
Początki zamku związane są z budową XIV-wiecznego donżonu stanowiącego główną część założenia. W ciągu stuleci obiekt ulegał znaczącym przebudowom, zyskując już w XV w. kolejną wieżę o funkcjach mieszkalnych oraz zamknięty dziedziniec wewnętrzny.
Wiek XVI oraz pierwsza połowa XVII w. przyniosły dalszy rozwój zamku w duchu epoki renesansu. W okresie baroku uległ on częściowym zmianom dekoracyjnym. Obiekt użytkowany był do lat 90. XX w., w późniejszym czasie opuszczony ulegał dewastacji. Pomimo znaczących zniszczeń zamek zachował swój charakter i obecnie udostępniony jest dla turystów za zgodą prywatnego właściciela, prowadzącego w nim prace remontowe.

## Właściciele
- 1353 - Tammo II von Czechau (zm. 1353), jego synowie: Conrad i Tammo III
- 1360 - ukończenie budowy wieży mieszkalnej
- 1377- 1410 - Mantsche von Czechau
- 1410-25 - Friedrich von Czechau, syn Tammona III
- 1425 - po jego śmierci synowie Hans, Nickel i Goth sprzedają majątek
- 1412 - Stephan i Bernhard von Dohna (Donyn)
- 1462 - Heincze von Dohna
- 1470 - Friedrich von Dochna (zm. 1470, bezpotomnie), syna Heinczego
- 1472 - Georg Stillfried von Rattonitz
- 1515 - Jacob i Georg Stillfried von Rattonitz, wnukowie Georga
- 1524 - Jacob von Stillfried (zm. 1529)
- 1529 - Heinrich von Stillfried
- 1563-65 - Gregor von Reichenbach (zm. 1569)
- 1570-75 - Heinrich Stillfried von Rattonitz
- 1596 - Otton Friedrich von Ratschin (zm. 1600)
- 1600 - Elizabeth z domu Schindel, żona Ottona. Później bracia von Ratschin
- 1623 - Karol von Ratschin
- 1624 - Johann Christian Metzinger von Falkenstein (Kaltenstein, zm. 1628)
- 1639 - Christian von Apasseck
- 1657 - Bernhard von Stillfried Starszy (zm. 1669)
- 1669 - Anna Teresa i Maria Florentyna von Stillfried
- 1670 - Anna Teresa, żona Siegmunda Erdmanna von Zierothin
- 1676 - Johann Georg von Götzen (zm. 1771)
- 1771 - Friedrich Wilhelm von Götzen
- 1780-1945 - von Magnis
- 1876 - dzierżawy: wdowa Tratwetter
- 1891-1899 - Lichtenstädt
- 1894-1909 - Karl Frank
- 1912 - wdowa Augusta Frank, spadkobiercy Edmunda Baucha
- 1935 - ostatni remont przed II wojną światową
- 1946 - nacjonalizacja obiektu, PGR
- 1982 - koniec funkcjonowania biur PGR
- 1999 - wyprowadza się ostatni mieszkaniec

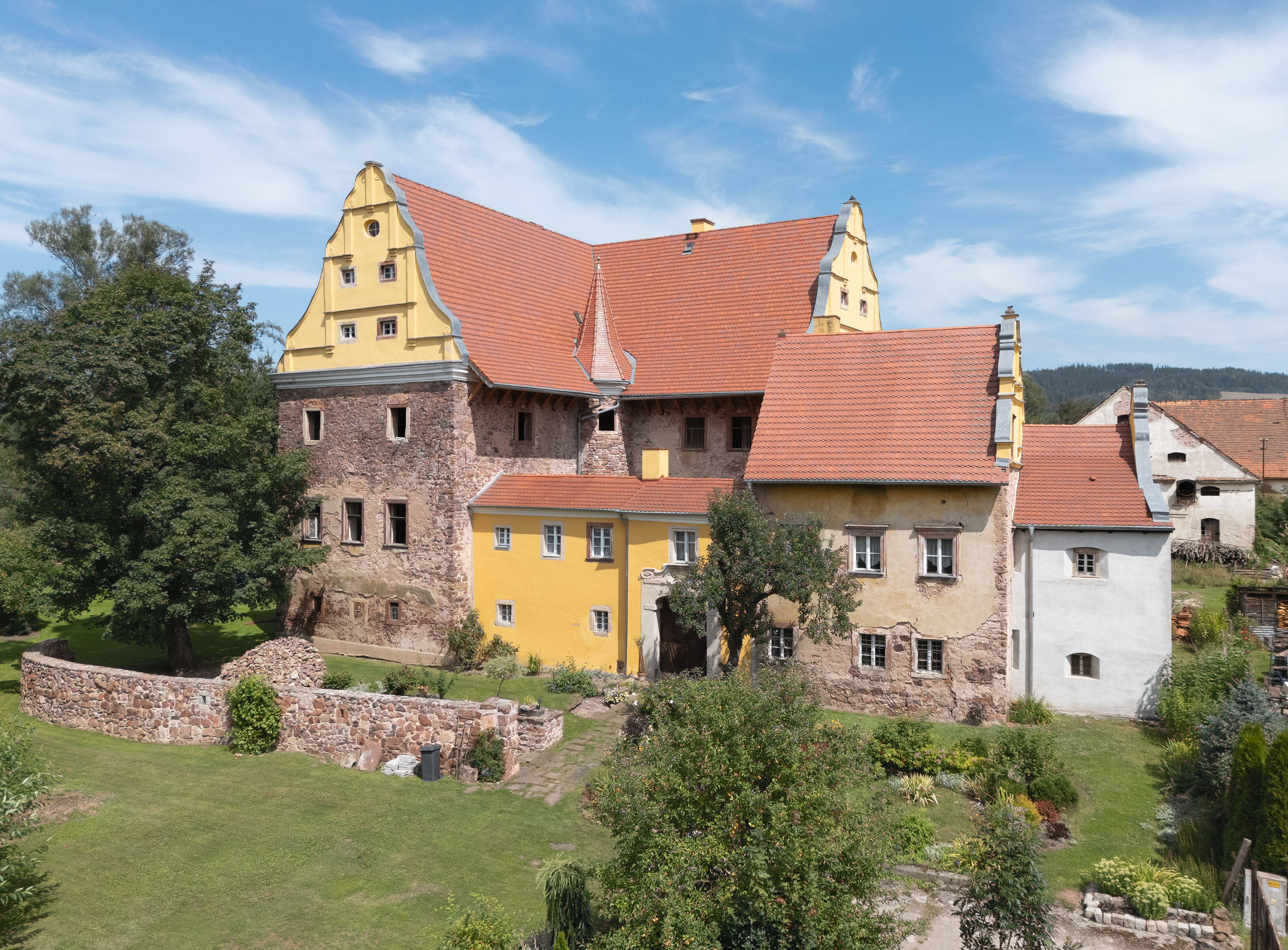
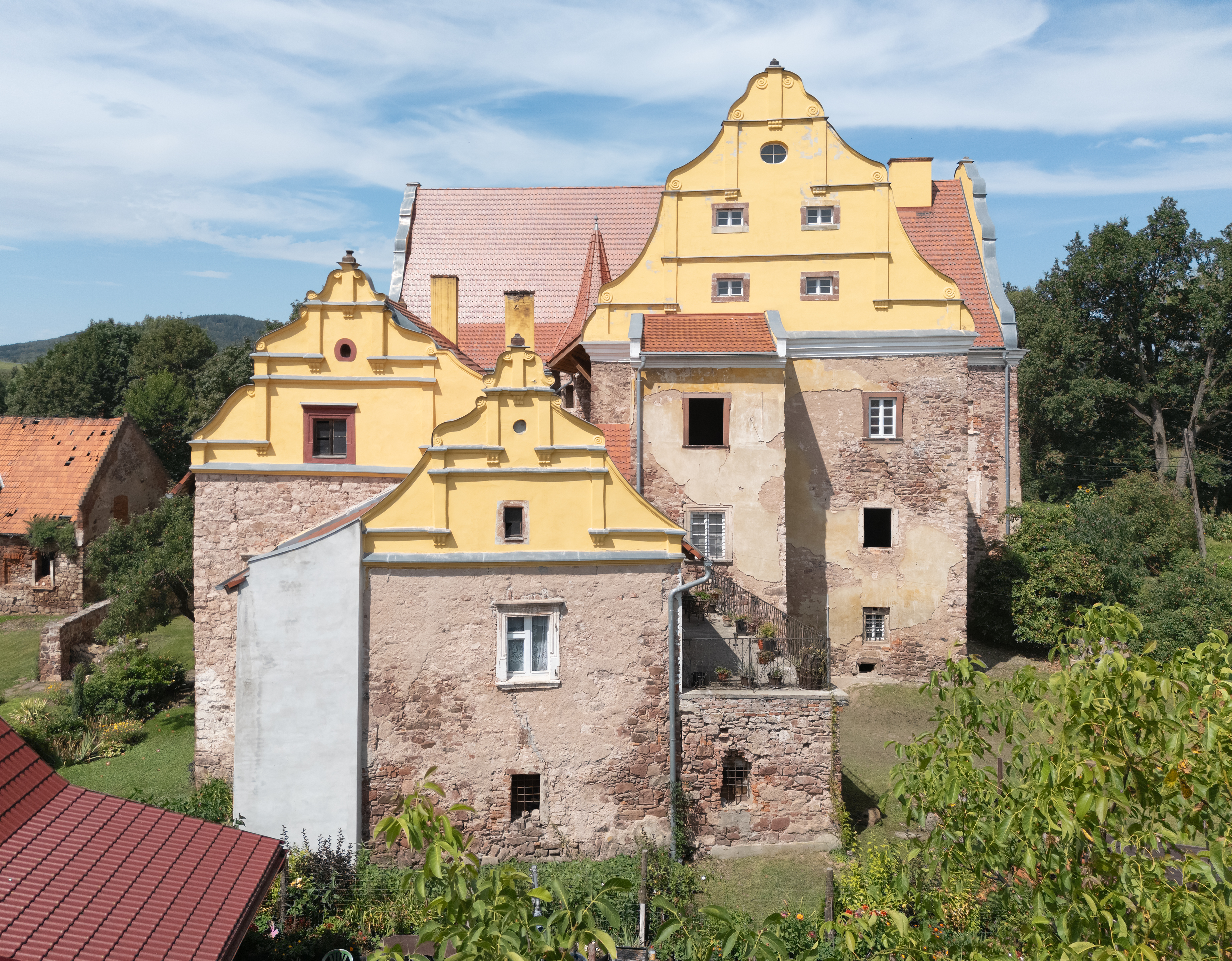
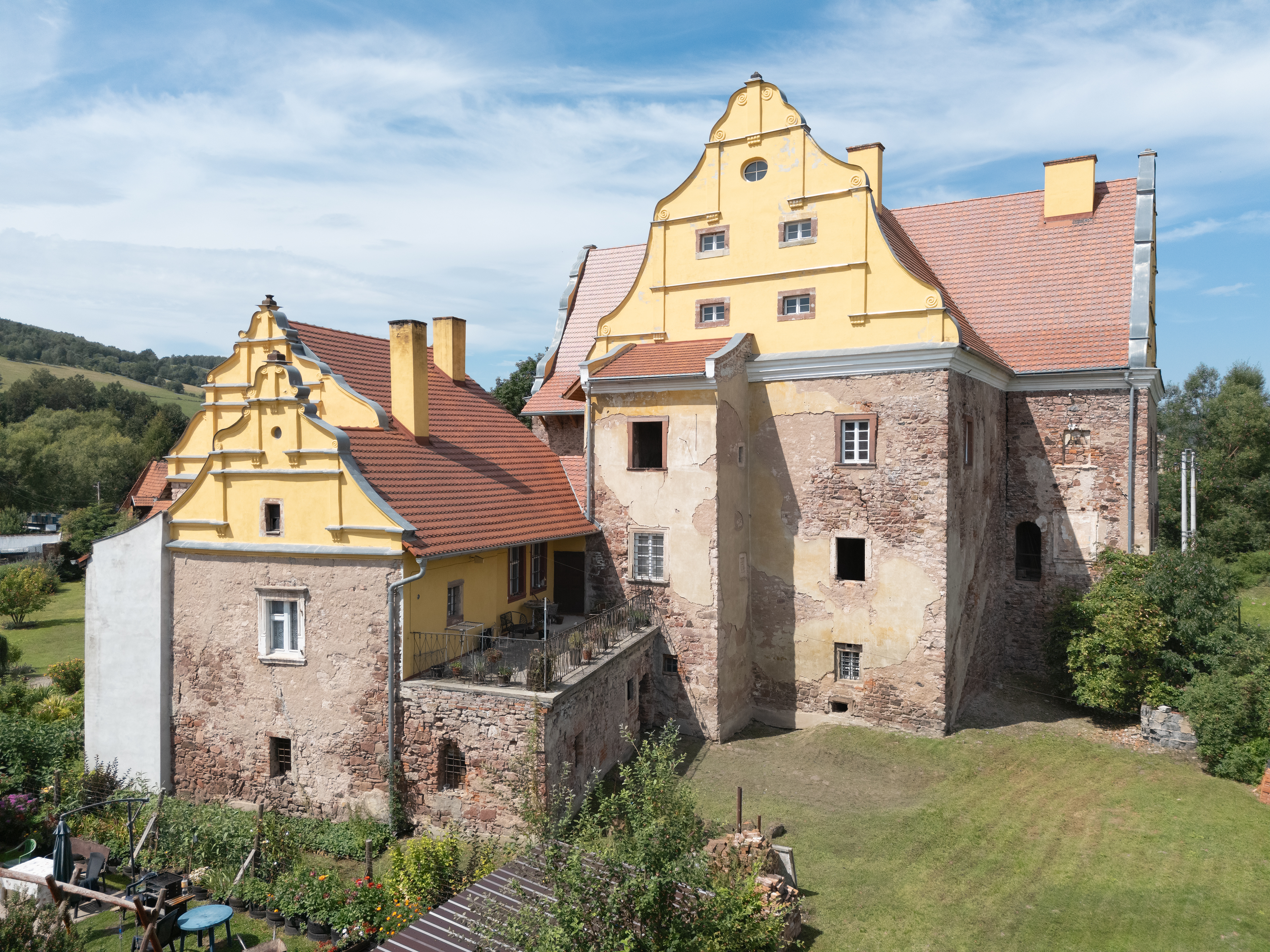
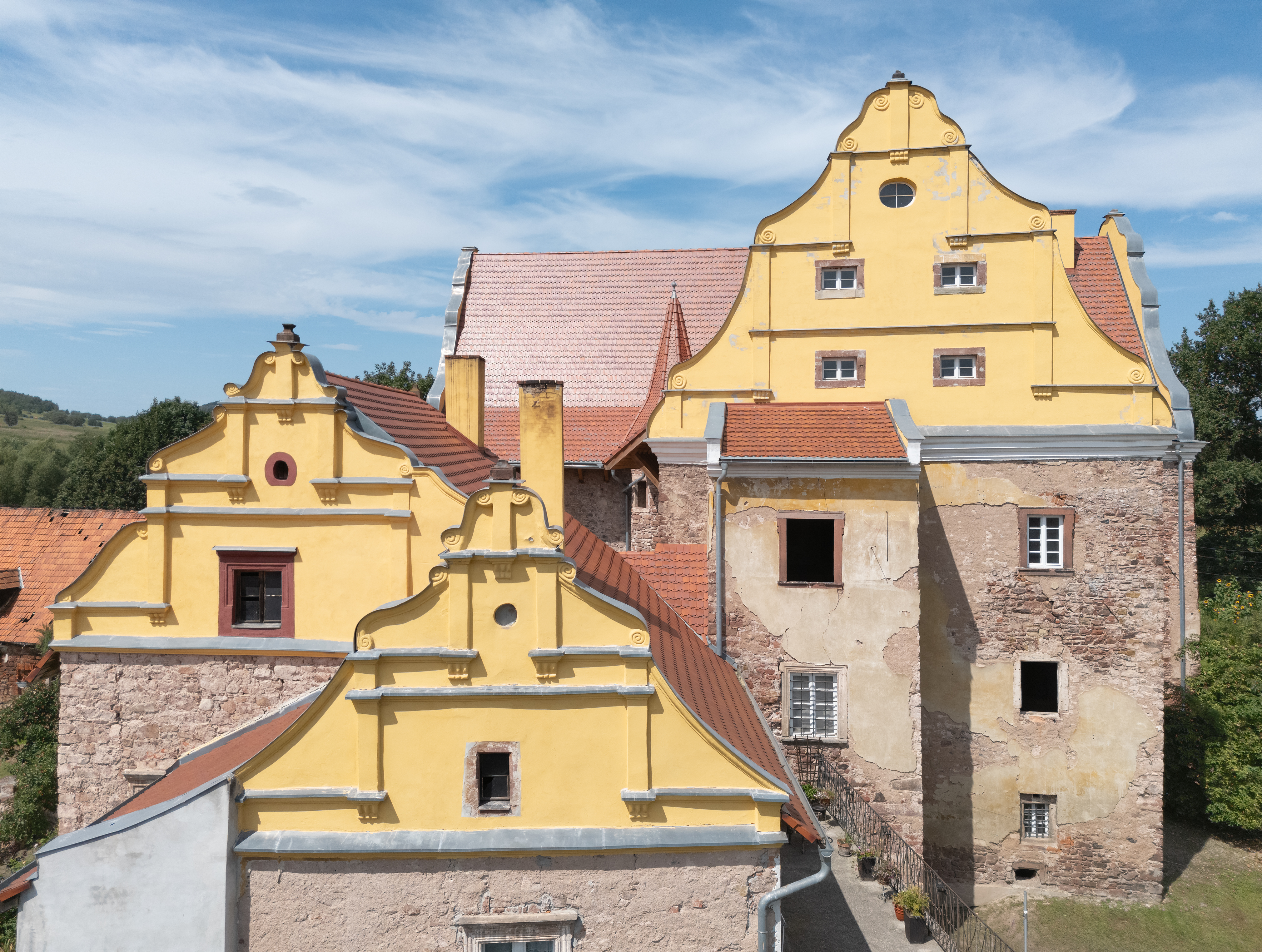
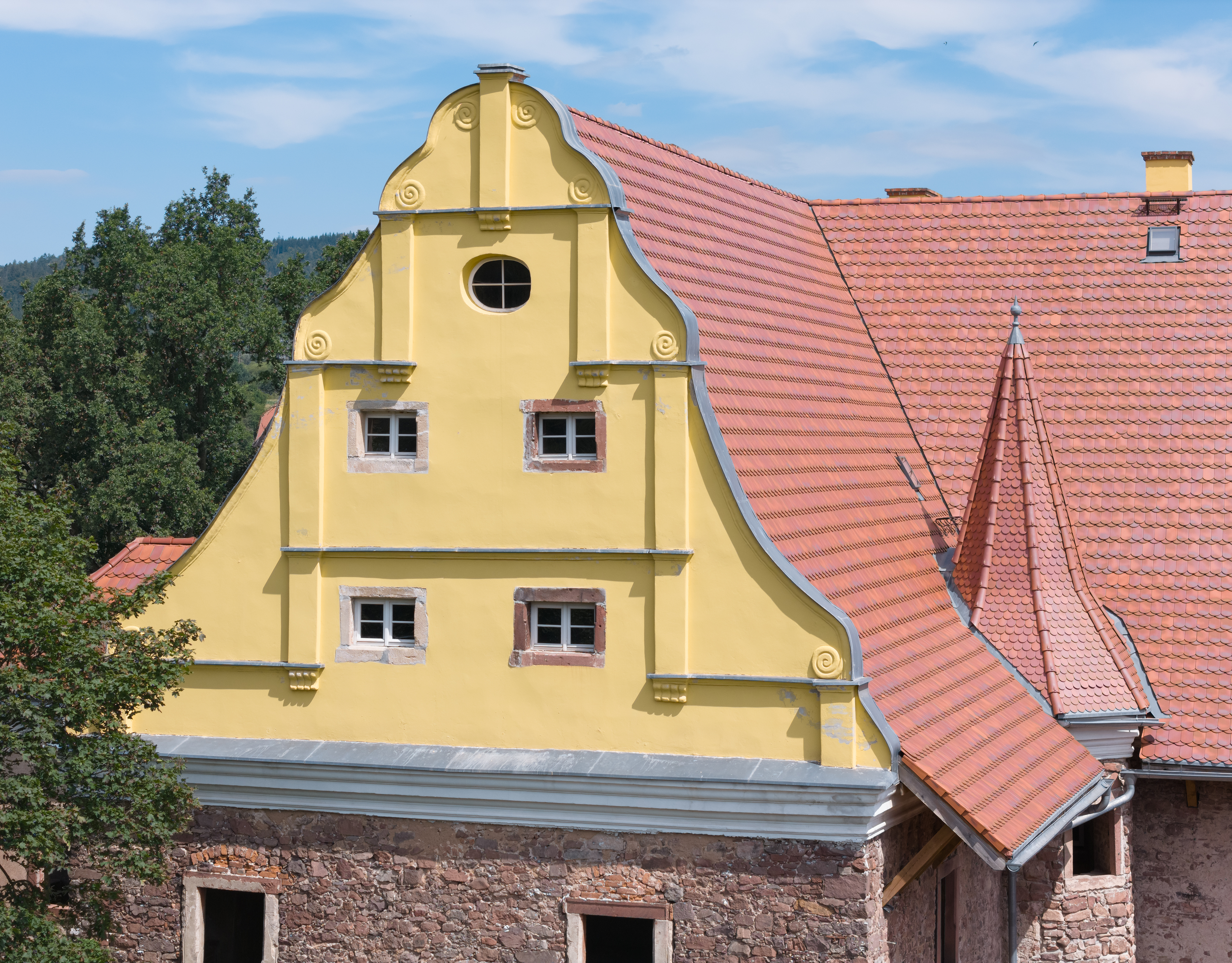
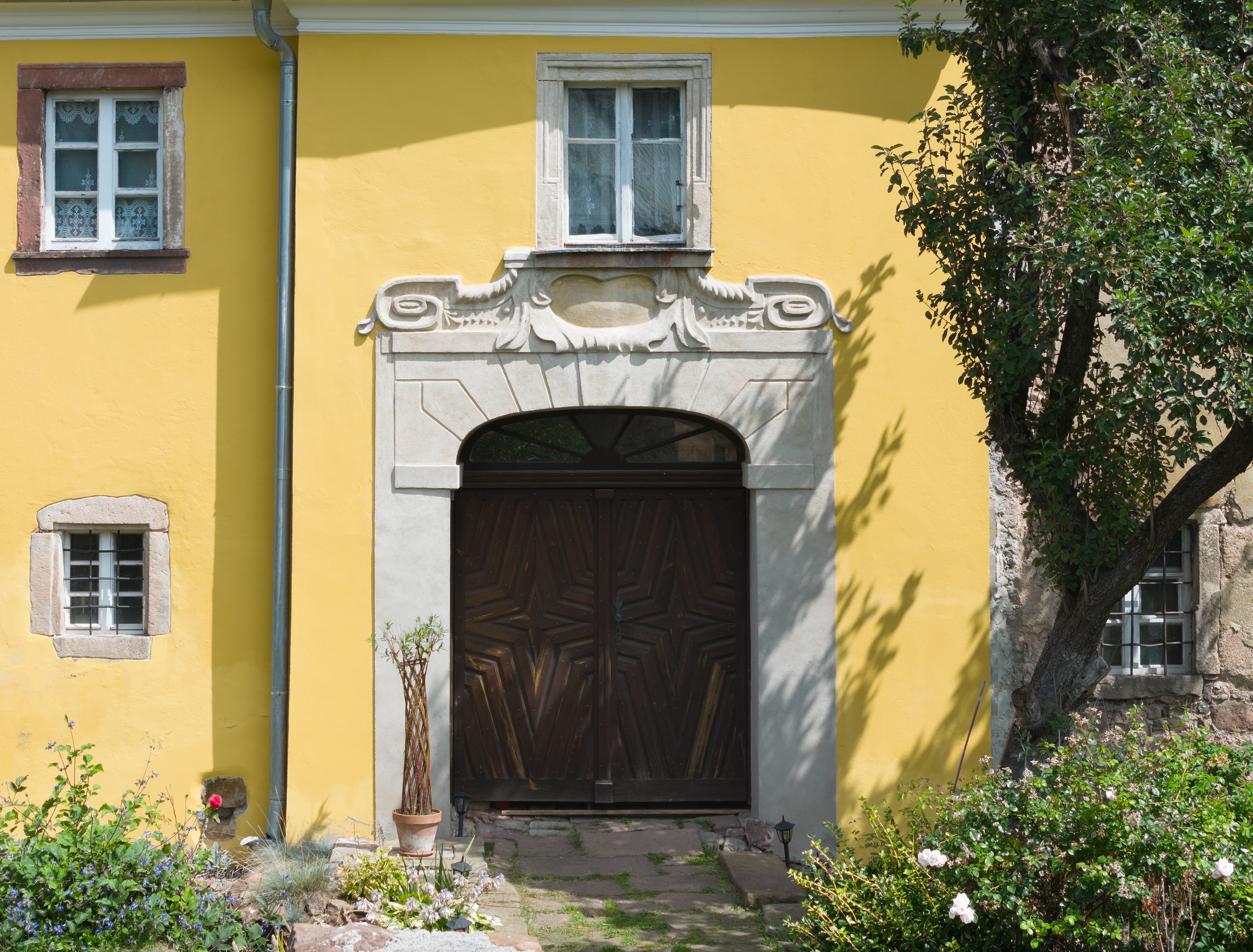

- 2002 - nowy właściciel[3].